# Lijst van nationale parken in El Salvador
Hieronder volgt een lijst van nationale parken in El Salvador
| Nationaal park                                 | Stichtingsjaar | Oppervlakte (ha) | Foto |
| ---------------------------------------------- | -------------- | ---------------- | ---- |
| Nationaal Park El Imposible                    | 1989           | 5000             |      |
| Nationaal park Montecristo                     | 1987           | 1973             |      |
| Nationaal park Los Volcanes                    | 1972           | 2734             |      |
| Nationaal park San Diego y San Felipe La Barra |                | 1700             |      |